# Чемпіонат СРСР з хокею із шайбою 1965—1966
20-й чемпіонат СРСР з хокею із шайбою проходив з 3 жовтня 1965 року по 24 квітня 1966 року. У змаганні брали участь десять команд. Переможцем став клуб ЦСКА. Найкращий снайпер — Анатолій Фірсов (40 закинутих шайб).

## Клас А

### Перша група
| М   | Команда              | І  | Пер | Н | Пор | Ш       | О  |
| --- | -------------------- | -- | --- | - | --- | ------- | -- |
| 1.  | ЦСКА                 | 36 | 32  | 2 | 2   | 239:70  | 66 |
| 2.  | «Спартак» Москва     | 36 | 24  | 4 | 8   | 173:99  | 52 |
| 3.  | «Динамо» Москва      | 36 | 20  | 3 | 13  | 133:94  | 43 |
| 4.  | «Хімік» Воскресенськ | 36 | 15  | 6 | 15  | 86:100  | 36 |
| 5.  | «Локомотив» Москва   | 36 | 16  | 4 | 16  | 114:135 | 36 |
| 6.  | «Крила Рад» Москва   | 36 | 13  | 8 | 15  | 128:143 | 34 |
| 7.  | «Торпедо» Горький    | 36 | 14  | 3 | 19  | 84:114  | 31 |
| 8.  | СКА Ленінград        | 36 | 10  | 7 | 19  | 86:118  | 27 |
| 9.  | «Динамо» Київ        | 36 | 8   | 3 | 25  | 76:144  | 19 |
| 10. | «Сибір» Новосибірськ | 36 | 5   | 6 | 25  | 78:166  | 16 |

Скорочення: М = підсумкове місце, І = ігри, Пер = перемоги, Н = нічиї, Пор = поразки, Ш = закинуті та пропущені шайби, О = набрані очки

## Найкращі снайпери
1. Анатолій Фірсов (ЦСКА) — 40 шайб.
2. Веніамін Александров (ЦСКА) — 31.
3. Віктор Полупанов (ЦСКА) — 25.
4. Олександр Альметов (ЦСКА) — 24.
5. Євген Мишаков (ЦСКА) — 22.
6. В'ячеслав Старшинов («Спартак» Москва) — 22.
7. Борис Майоров («Спартак» Москва) — 22.

## Команда усіх зірок
- Воротар: Віктор Коноваленко («Торпедо» Г)
- Захисники: Олександр Рагулін (ЦСКА) — Віталій Давидов («Динамо» Москва)
- Нападники: В'ячеслав Старшинов («Спартак») — Анатолій Фірсов (ЦСКА) — Веніамін Александров (ЦСКА)

## Склад чемпіонів
| Воротарі: Віктор Толмачов, Микола Толстіков. Захисники: Володимир Брежнєв, Юрій Глазов, Олег Зайцев, Едуард Іванов, Віктор Кузькін, Олександр Рагулін, Ігор Ромішевський. Нападники: Веніамін Александров, Олександр Альметов, Володимир Вікулов, Анатолій Іонов, Констянтин Локтєв, Євген Мишаков, Юрій Мойсеєв, Віктор Полупанов, Юрій Сенюшкін, Анатолій Фірсов, Анатолій Фролов. Старший тренер — Анатолій Тарасов. |

## Друга група

### Західна зона
| М   | Команда               | І  | Пер | Н  | Пор | Ш       | О  |
| --- | --------------------- | -- | --- | -- | --- | ------- | -- |
| 1.  | «Торпедо» Мінськ      | 48 | 26  | 8  | 14  | 187:127 | 60 |
| 2.  | СК ім. Урицького      | 48 | 23  | 11 | 14  | 153:136 | 57 |
| 3.  | СКА Калінін           | 48 | 23  | 10 | 15  | 171:125 | 56 |
| 4.  | Електросталь          | 48 | 27  | 2  | 19  | 145:127 | 56 |
| 5.  | «Трактор» Челябінськ  | 48 | 23  | 9  | 16  | 179:130 | 55 |
| 6.  | «Даугава» Рига        | 48 | 23  | 8  | 17  | 185:152 | 54 |
| 7.  | «Дизель» Пенза        | 48 | 21  | 6  | 21  | 158:149 | 48 |
| 8.  | «Динамо» Ленінград    | 48 | 18  | 8  | 22  | 136:179 | 44 |
| 9.  | СКА Куйбишев          | 48 | 18  | 8  | 22  | 137:167 | 44 |
| 10. | «Металург» Череповець | 48 | 14  | 12 | 22  | 160:196 | 40 |
| 11. | «Енергія» Саратов     | 48 | 15  | 10 | 23  | 155:161 | 40 |
| 12. | «Прогрес» Глазов      | 48 | 13  | 13 | 22  | 132:172 | 39 |
| 13. | «Спартак» Рязань      | 48 | 11  | 9  | 28  | 123:200 | 31 |

Найкращий снайпер - Юріс Репс («Даугава» Рига) - 48 шайб.

### Східна зона
| М   | Команда                     | І  | Пер | Н | Пор | Ш       | О  |
| --- | --------------------------- | -- | --- | - | --- | ------- | -- |
| 1.  | Металург (Новокузнецьк)     | 48 | 37  | 4 | 7   | 260:107 | 78 |
| 2.  | «Молот» Перм                | 48 | 29  | 8 | 11  | 207:123 | 66 |
| 3.  | «Спартак» Свердловськ       | 48 | 32  | 0 | 16  | 193:107 | 64 |
| 4.  | СКА Новосибірськ            | 48 | 30  | 1 | 17  | 183:127 | 61 |
| 5.  | «Торпедо» Усть-Каменогорськ | 48 | 24  | 6 | 18  | 177:133 | 54 |
| 6.  | «Супутник»                  | 48 | 22  | 8 | 18  | 139:139 | 52 |
| 7.  | «Салават Юлаєв»             | 48 | 23  | 6 | 19  | 147:126 | 52 |
| 8.  | «Аерофлот» Омськ            | 48 | 18  | 7 | 23  | 143:179 | 43 |
| 9.  | «Машинобудівник» Златоуст   | 48 | 16  | 6 | 26  | 138:209 | 38 |
| 10. | «Буревісник» Челябінськ     | 48 | 16  | 6 | 26  | 105:158 | 38 |
| 11. | «Єрмак»                     | 48 | 15  | 8 | 25  | 105:139 | 38 |
| 12. | «Шахтар» Прокоп'євськ       | 48 | 16  | 2 | 30  | 113:186 | 34 |
| 13. | «Будівельник» Оренбург      | 48 | 1   | 2 | 45  | 91:276  | 4  |

Найкращий снайпер - Михайло Гомберґ (Металург (Новокузнецьк) - 41 шайба.

## «Динамо» (Київ)
За український клуб виступали (у дужках зазначена кількість закинутих шайб):
| Воротарі: Віталій Павлушкін, Микола Кульков. Захисники: Анатолій Рябиченко (1), Віктор Мосягін (1), Микола Ворошилов (1), Володимир Альошин (1), Едуард Д'яков, Олексій Богінов. Нападники: Валентин Уткін (11), Ілля Фрідман (5), Олександр Кузнецов (1), Володимир Прокоф'єв (7), Юрій Бистров (5), Олег Савельєв (6), Герман Григор'єв (3), Георгій Юдін (6), Ігор Тузик (8), Андрієс Ансверіньш (3), Сергій Серебряков (12), Борис Нужин (1), Олександр Голембіовський (3), Олександр Шоман (1). Старший тренер — Дмитро Богінов; тренер — Ігор Шичков. |